# Cyanogomphus schroederi
Cyanogomphus schroederi är en trollsländeart som beskrevs av Jean Belle 1970. Cyanogomphus schroederi ingår i släktet Cyanogomphus och familjen flodtrollsländor. Inga underarter finns listade i Catalogue of Life.